# 大阪ビジネスパーク
大阪ビジネスパーク（おおさかビジネスパーク）は、大阪府大阪市中央区城見にある、超高層ビル群と都市公園で構成された再開発地域。略称はOBP（オービーピー）、古称・別称は弁天島（べんてんじま）。
本項目では大阪ビジネスパーク一帯の町名である城見（しろみ）についても述べる。現行行政地名は城見一丁目および城見二丁目。2019年3月31日現在の人口および世帯数はなし。

## 地理

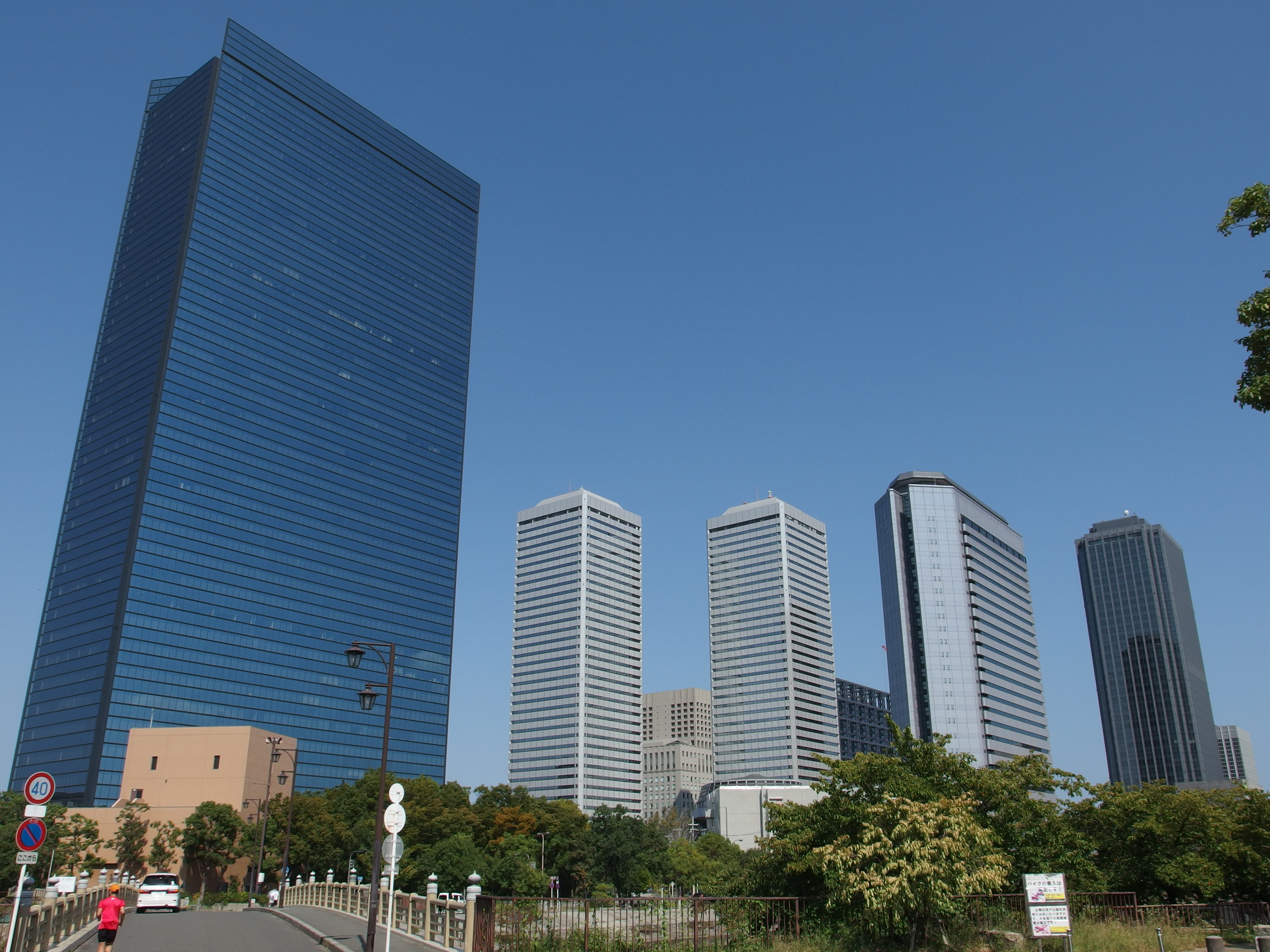
新鴫野橋から望む

大坂城の北東に位置し、寝屋川・第二寝屋川・大阪環状線に挟まれた約26haの城見地区を指す。大阪城公園に隣接した地区を経済、商業の一大拠点にしようと、大阪市と大阪府に本社を置く大手企業などの取り組みにより共同で建設された。なお、城東区や都島区との境界に近く、中央区の他の地区とは大阪城公園で隔てられた位置にある。
パナソニックの不動産関連会社だったMID都市開発（旧：松下興産、現：関電不動産開発）が運営するTWIN21、IMP（インターナショナル・マーケット・プレース）をはじめ、読売テレビ、住友生命（社屋のエントランスにクラシックコンサート専用の住友生命いずみホールがある）、KDDI、東京海上日動火災、富士通、日本電気、オプテージ、鹿島建設などが社屋を設けている。
また、TWIN21はパナソニックの関連会社が主に入居する「パナソニックタワー」（旧名：ナショナルタワー）と、商業施設や一部のパナソニック関連会社、その他企業、外国の領事館が多く入居する「MIDタワー」の2棟が並んでおり、1階から4階のアトリウム部分（2階はJR西日本と京阪電車の京橋駅とペデストリアンデッキで直結）でこの2つのビルを直結している。
1996年には最寄り駅として大阪ビジネスパーク駅（Osaka Metro長堀鶴見緑地線）が完成し、交通アクセスの更なる充実を果たした。

### 河川
- 寝屋川
- 第二寝屋川

## 歴史

赤色着色部が造兵廠敷地

元々この地は、旧大和川や平野川、猫間川などの河川が合流する中州で、水運の要所であった。また、大坂城の北東すぐの場所に位置することから、石山合戦や大坂の陣の古戦場でもある。元は東成郡鴫野村の一部で、大坂夏の陣で自害した淀殿を葬ったとされる弁天祠があったことから、「弁天島」と呼ばれた。江戸時代には大坂城周辺の武家屋敷地の一画を占めた。
明治に入り武家屋敷が破却され、1869年に再び鴫野村の一部となった弁天島は兵部省（大坂鎮台、後の第4師団）の所管となった。1879年に大坂城京橋口から青屋口にかけて大日本帝国陸軍の大阪砲兵工廠が建てられ、明治末年までに玉造口や弁天島にも拡張された。1939年には城東線（大阪環状線）東側の城東練兵場跡地にまで拡張され、1940年に大阪陸軍造兵廠に改称。東洋一の規模を誇ったが、1945年8月14日のアメリカ軍による爆撃（第8回大阪大空襲）で造兵廠は80%以上の施設が破壊され、敗戦後は連合軍総司令部に接収された。
1952年、講和条約発効により接収が解除されたが、不発弾が多く危険という理由で1960年代中頃まで更地のままだった。その後更地は大阪市に返還され、再開発計画により高層ビルを建設し、新たな街づくりを進めることを計画。そして、大阪ビジネスパークは誕生した。
この間、東区弁天町という町名になったが、港区に弁天町駅が開業し、弁天町は同駅周辺の広域地名として定着した。また、弁天町の町名にも定着の差があり（港区側は1927年から、東区側は1952年から）、東区弁天町は1979年に城見へ改称された。しかし、現在も「弁天橋」や「弁天抽水所」などに弁天の名が残っている。なお、弁天橋は1976年に玉造筋の延長に伴って現在地へ架け替えられた。元の架橋地点には1983年に大阪城新橋が架けられている。
行政区域の変遷
- 1666年（寛文6年） 京橋口定番下屋敷が置かれて大坂城代支配となり、東成郡鴫野村から切り離される。
- 1869年（明治2年） 再び鴫野村に編入される。
- 1889年（明治22年） 町村制施行により、東成郡北新開荘村大字鴫野となる。
- 1916年（大正5年） 東成郡城東村大字鴫野に改称。
- 1925年（大正14年） 大阪市に編入され、東成区鴫野町となる。
- 1932年（昭和7年） 分区により旭区鴫野町となる。
- 1943年（昭和18年） 区の再編により城東線以西が東区鴫野町となる。
- 1952年（昭和27年） 東区弁天町に改称。
- 1979年（昭和54年） 東区城見に改称。
- 1989年（平成元年） 区の再編により中央区城見となる。

## 主な施設
- TWIN21（パナソニックタワー、MIDタワー）
  - 大阪ビジネスパーク円形ホール
  - 在大阪オーストラリア総領事館
  - 在大阪フィリピン総領事館
- IMPビル
  - IMPホール
- ホテルニューオータニ大阪
- マルイトOBPビル
  - ホテルモントレ ラ・スール大阪
- 住友生命本社ビル
- 住友生命OBPプラザビル
  - 住友生命いずみホール
- クリスタルタワー
- OBPキャッスルタワー（日本電気とその関係会社が入居しているため、「日本電気関西ビル」とも称される）
- 富士通関西システムラボラトリ
- 読売テレビ本社（シアターBRAVA!（旧「大阪MBS劇場」跡地に建設される）
- ytv京橋ビル（旧読売テレビ本社ビル。パナソニックが一括して借上げ、パナソニック コネクトが関西のハブ拠点を置く）
- KDDI大阪ビル
- KDDI大阪第2ビル
- 大阪東京海上日動ビルディング
- 残念石（記念オブジェ）
- OBPアカデミア
- オプテージビル

## 周辺の施設
- 大坂城
- 大阪城公園
- 大阪城ホール

## 交通

### 鉄道

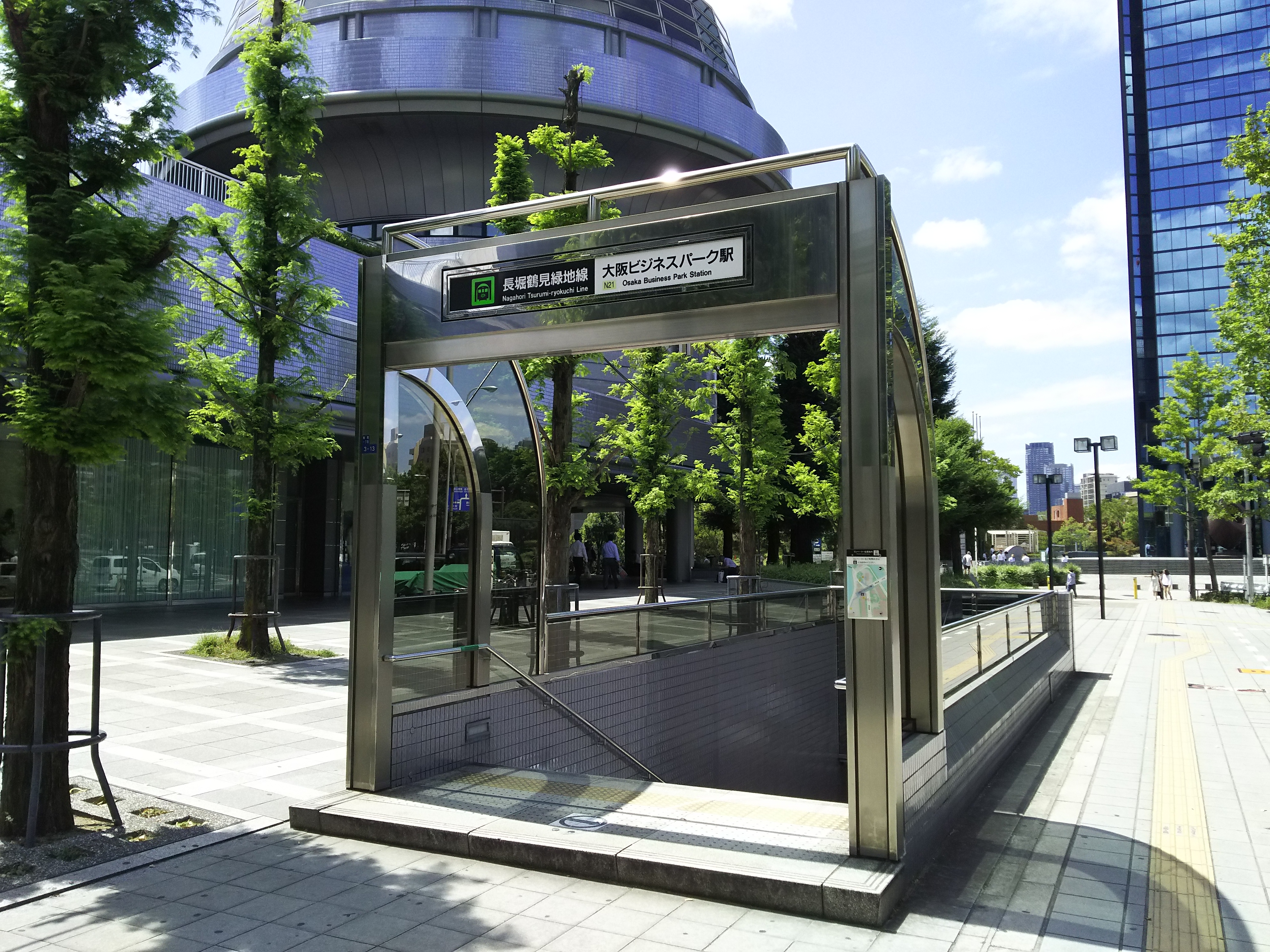
大阪ビジネスパーク駅

- 大阪ビジネスパーク駅 - Osaka Metro長堀鶴見緑地線 （クリスタルタワー・IMPビル直結）
- 京橋駅 - 京阪本線、大阪環状線、学研都市線・JR東西線（ペデストリアンデッキ利用で約5分）
- 大阪城公園駅 - 大阪環状線（徒歩4分）
- 大阪城北詰駅 - JR東西線（徒歩4分）
- 大阪城港 - 大阪水上バス

### 道路
- 玉造筋

## ギャラリー

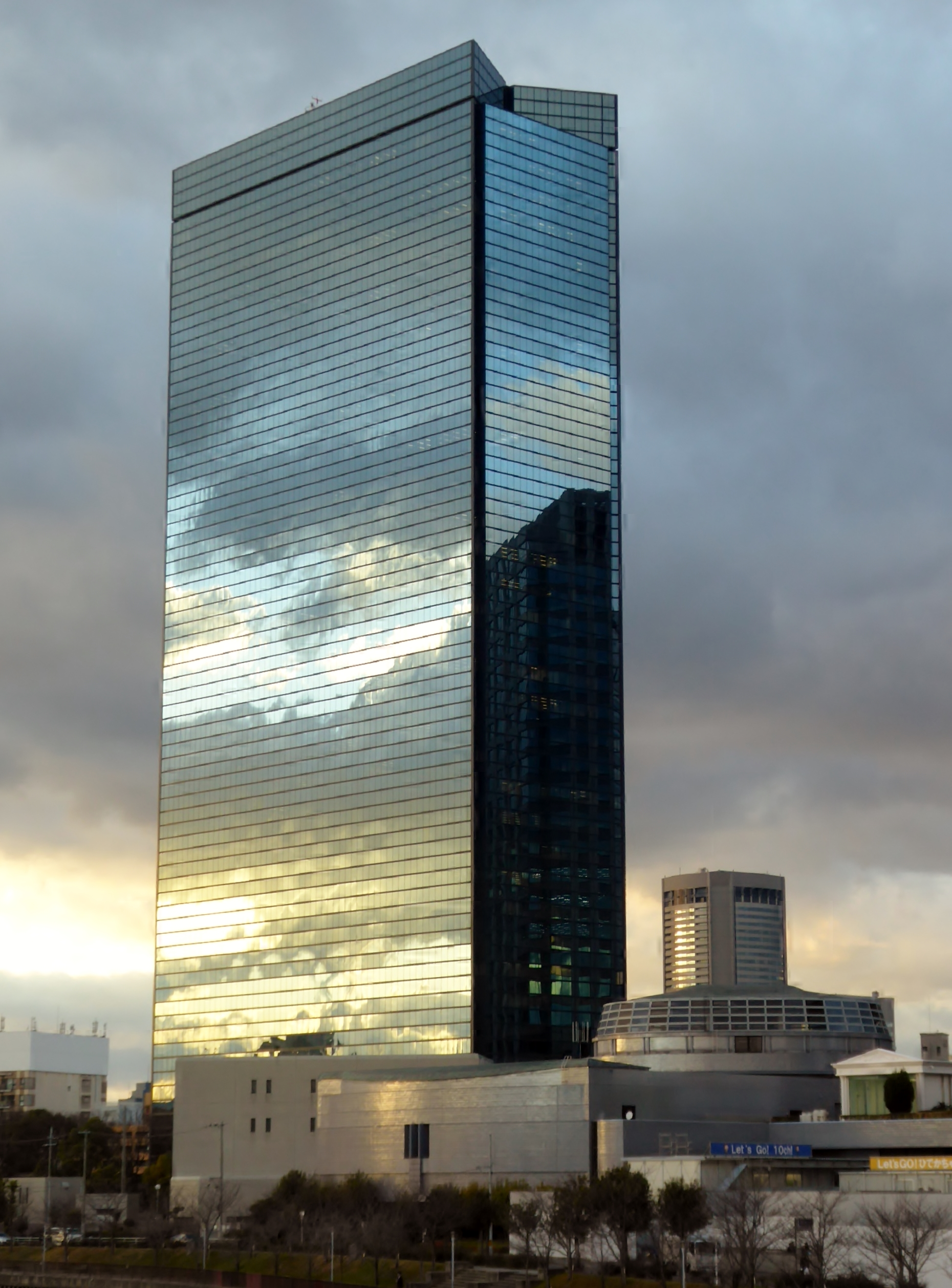
クリスタルタワー
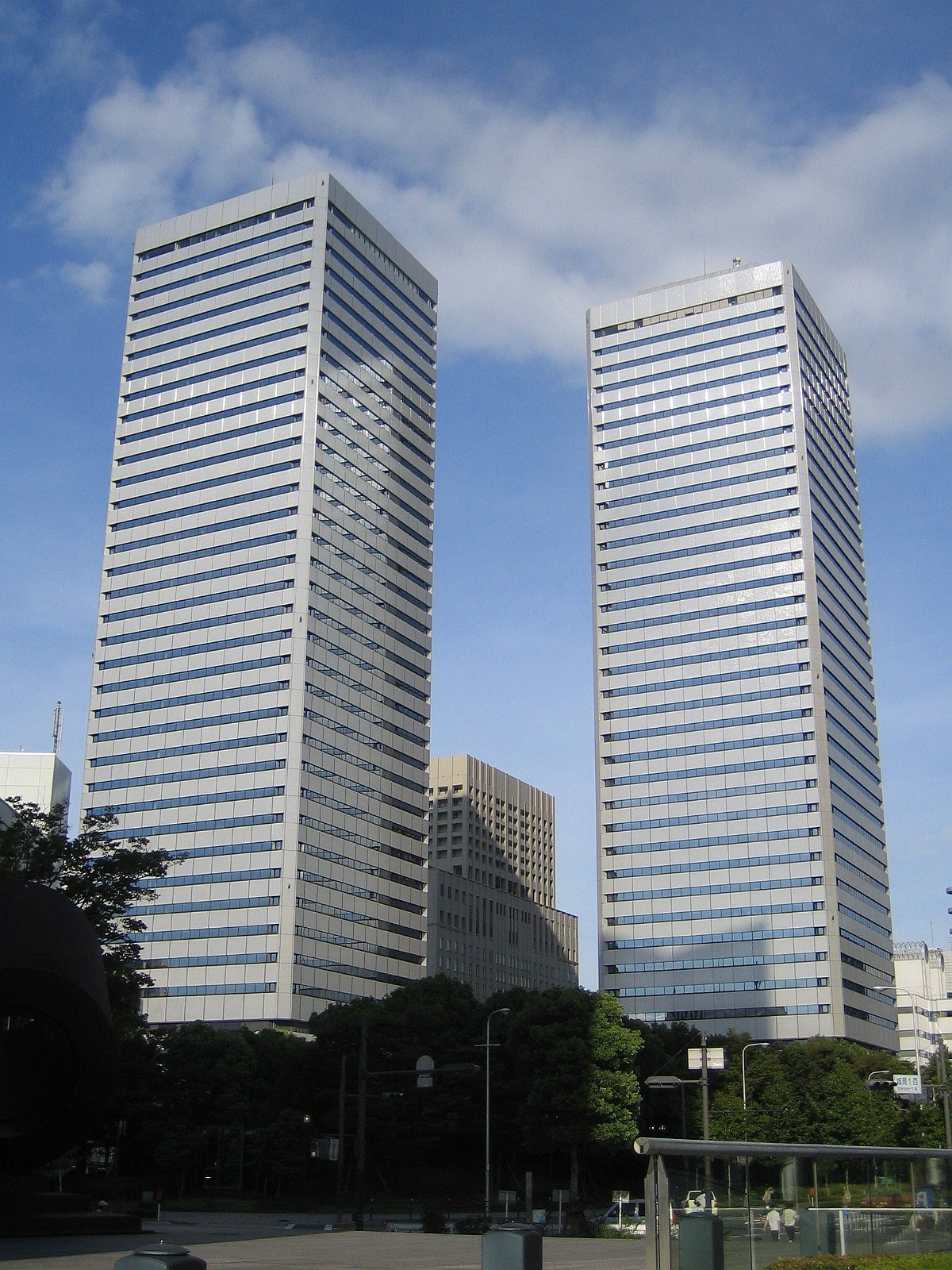
TWIN21
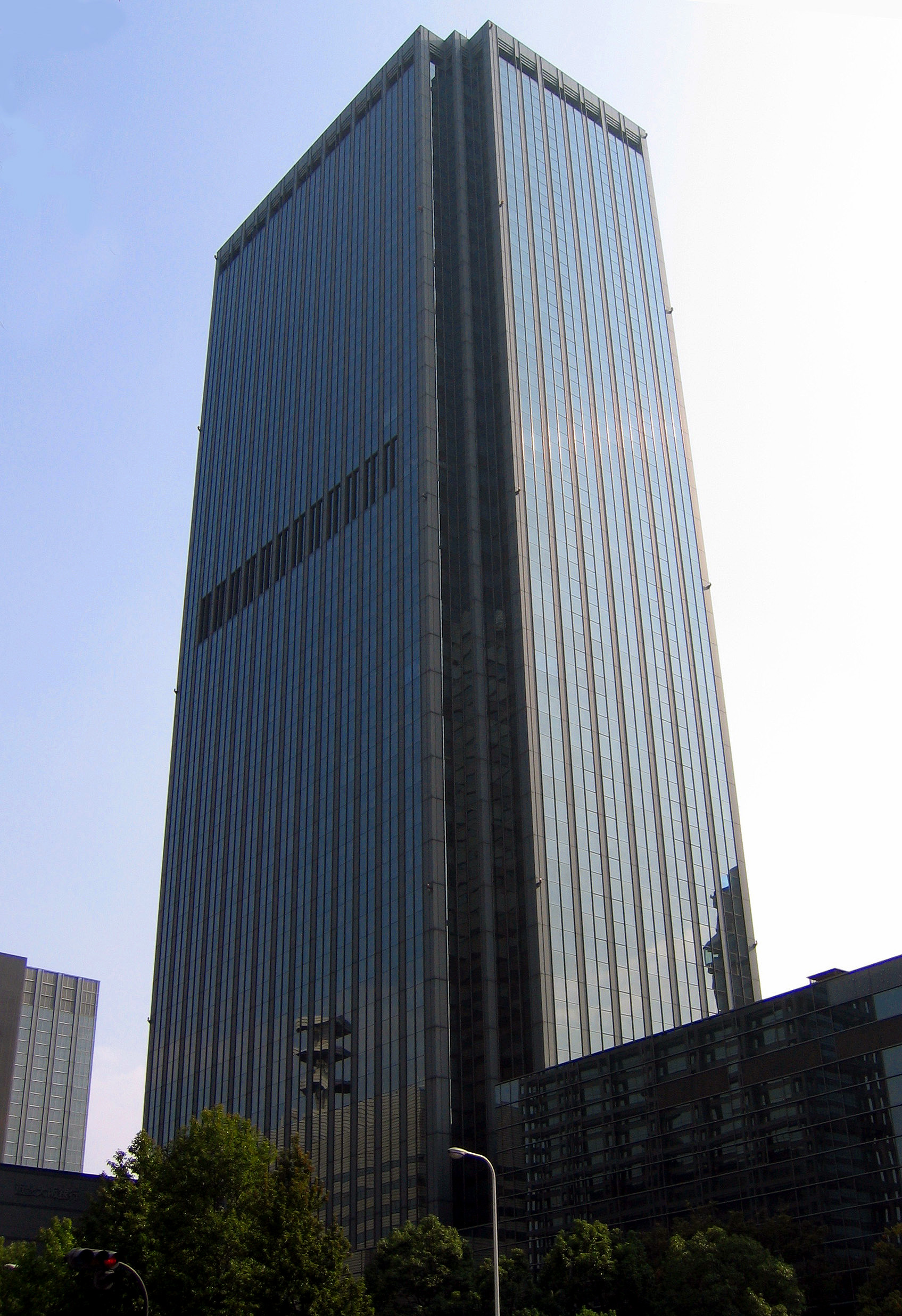
OBPキャッスルタワー
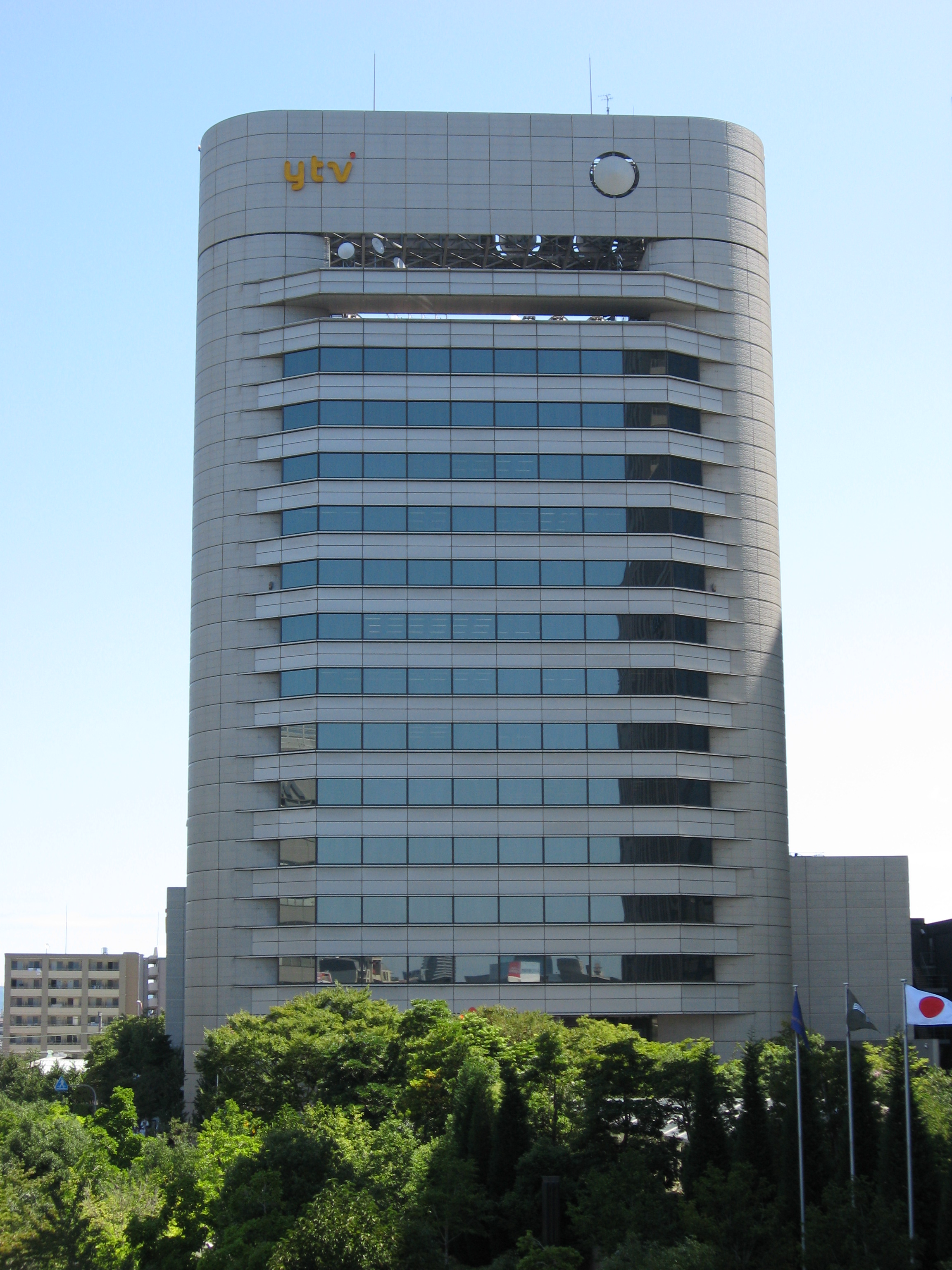
読売テレビ旧本社
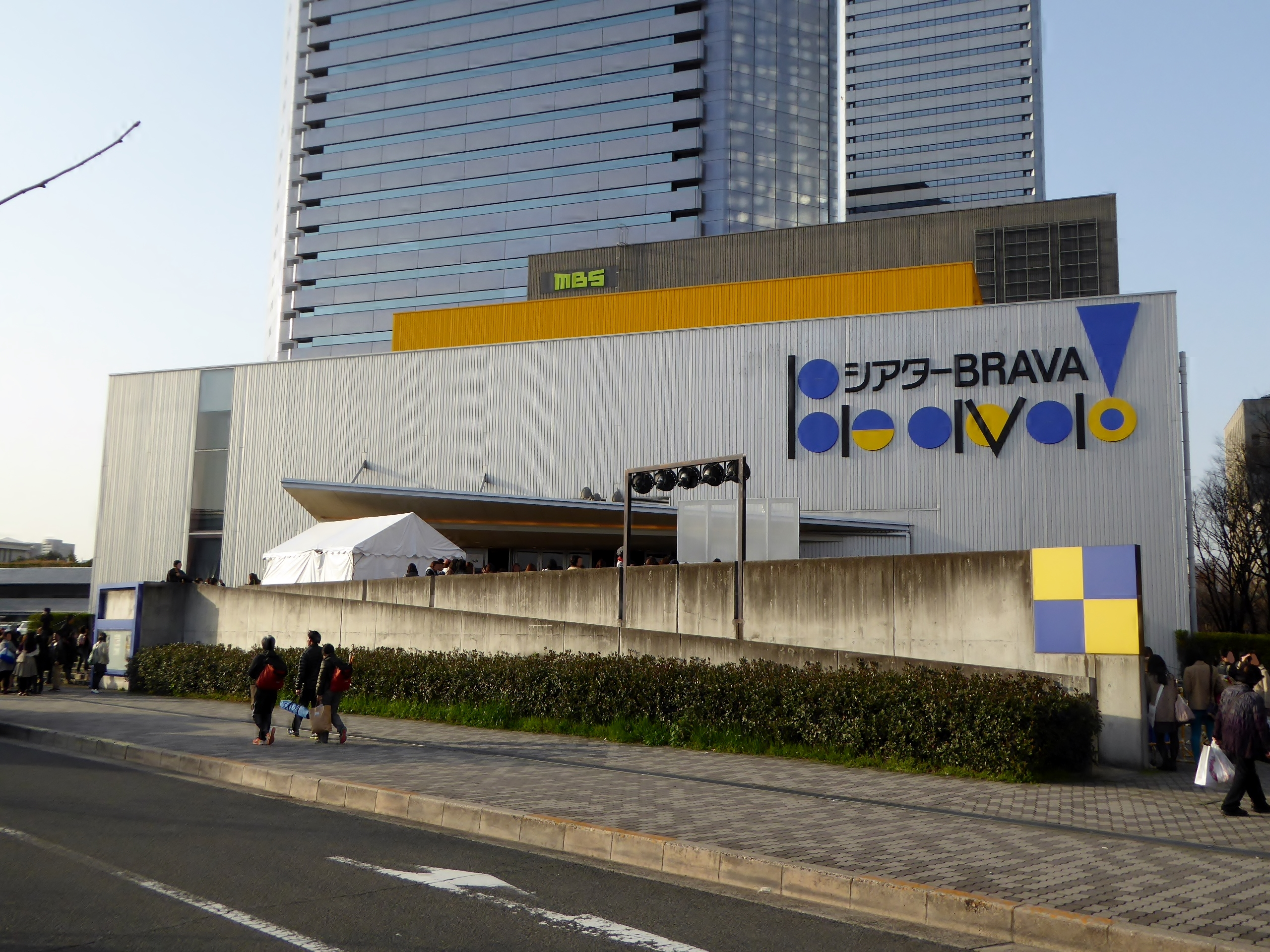
シアターBRAVA!
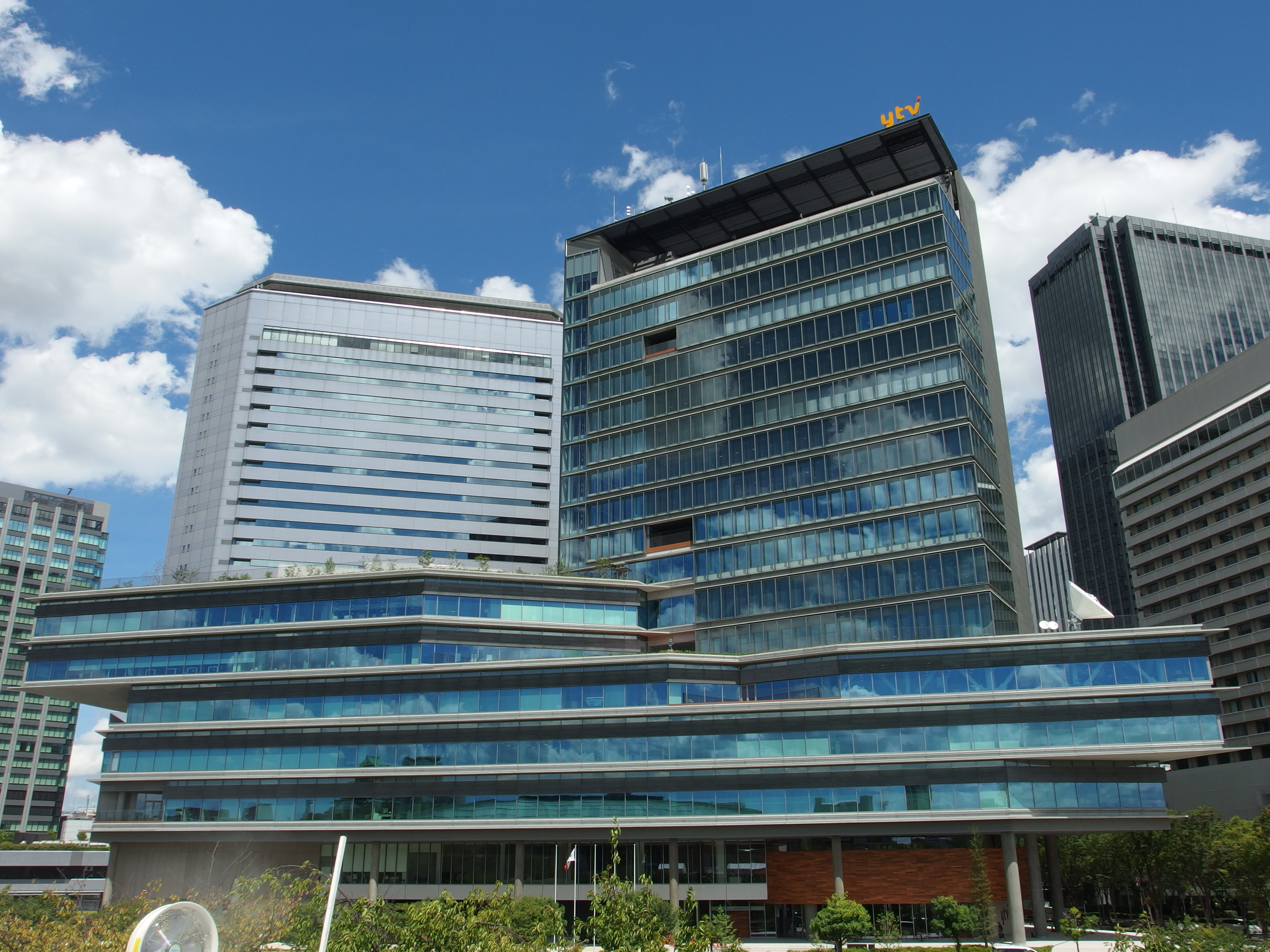
読売テレビ本社（シアターBRAVA!跡地）
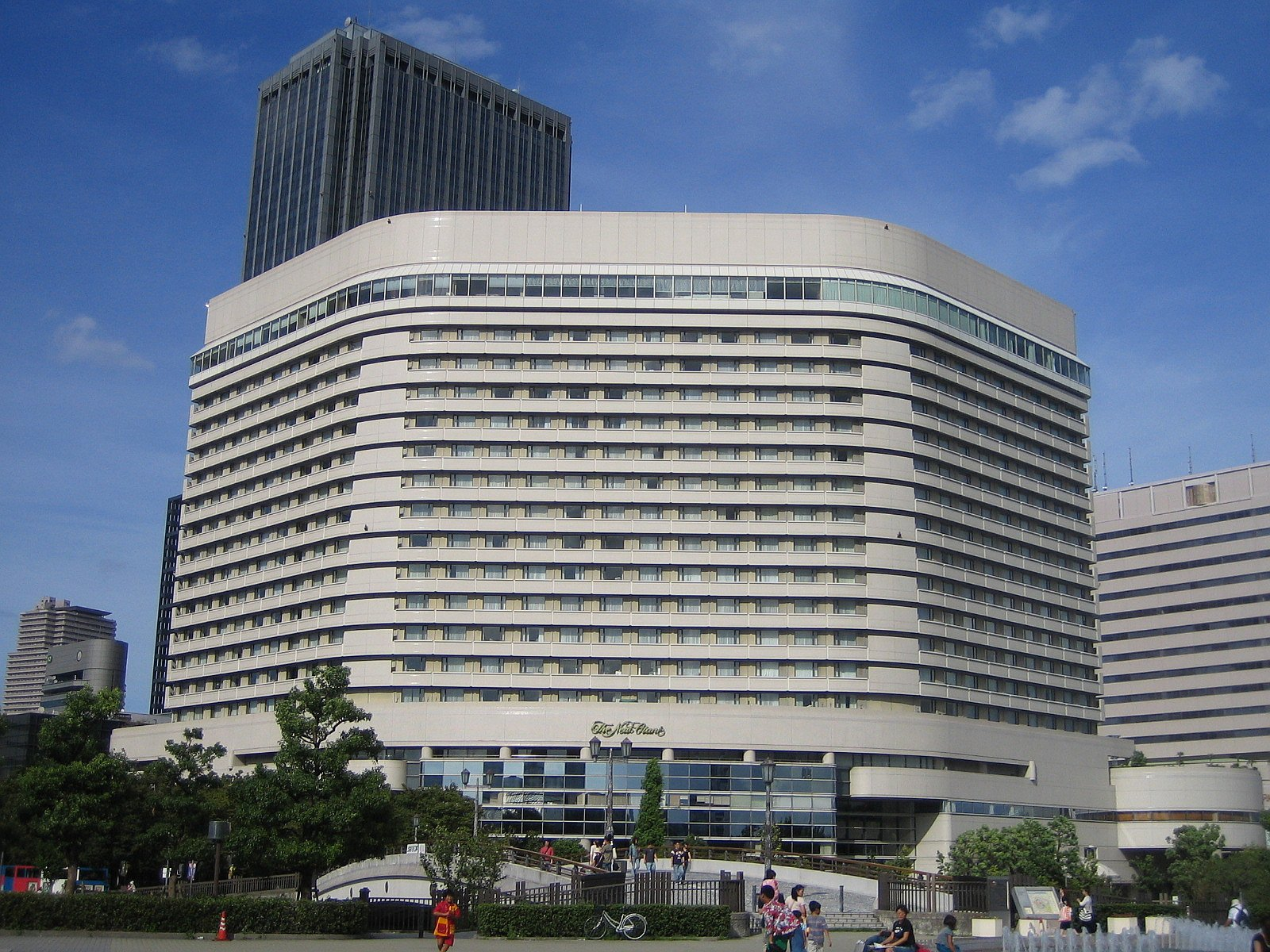
ホテルニューオータニ大阪
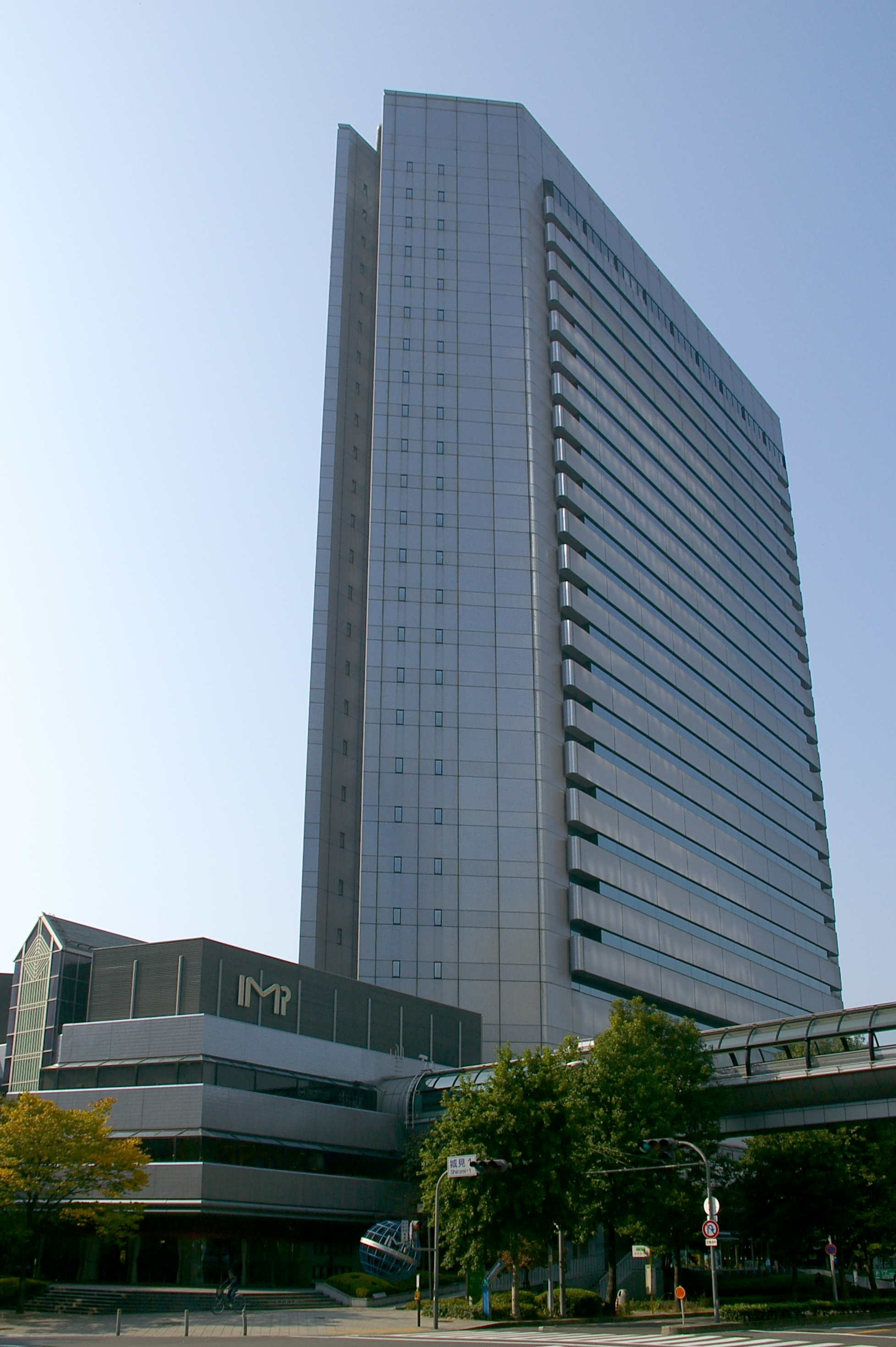
松下IMPビル
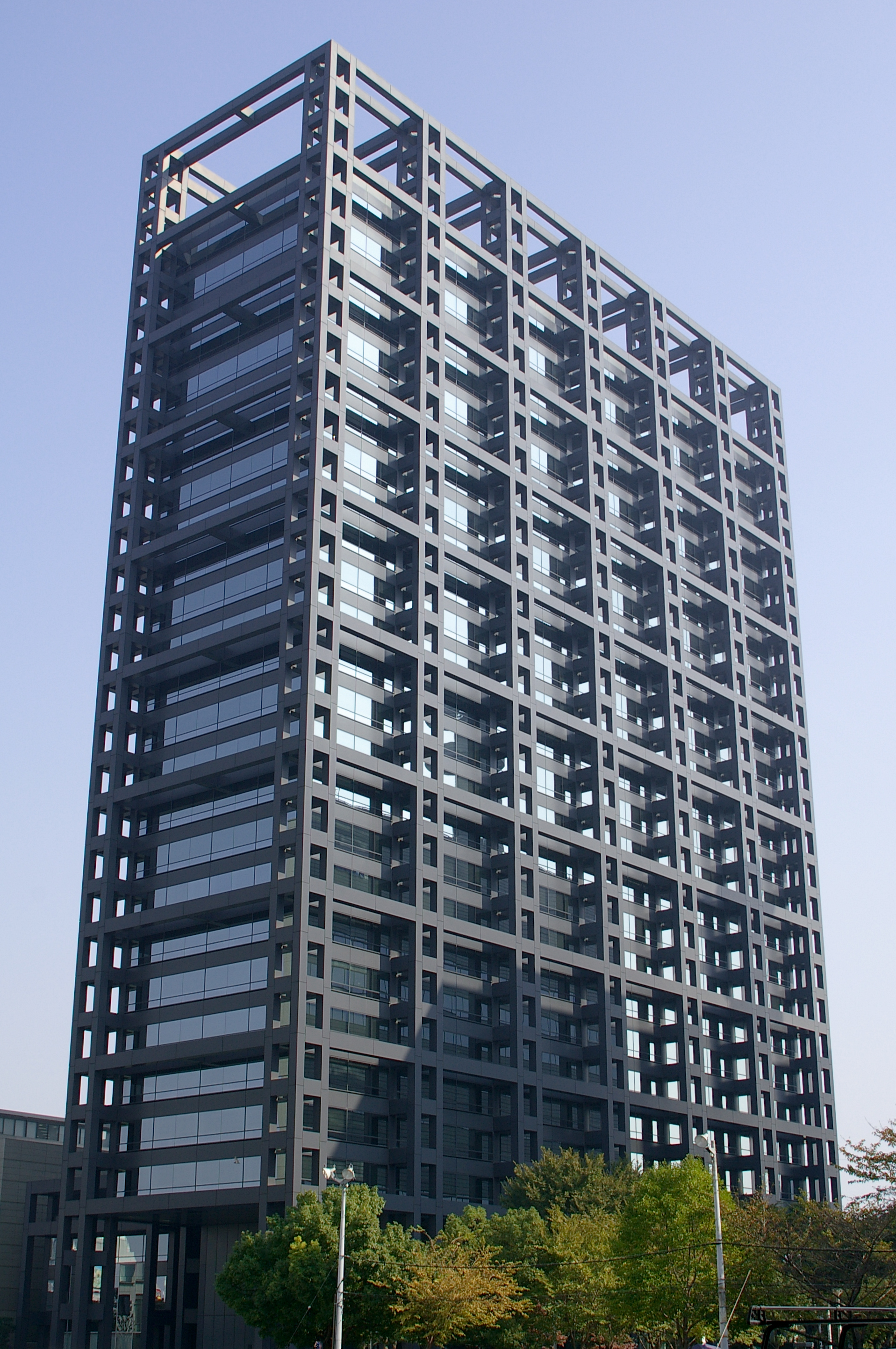
大阪東京海上日動ビルディング
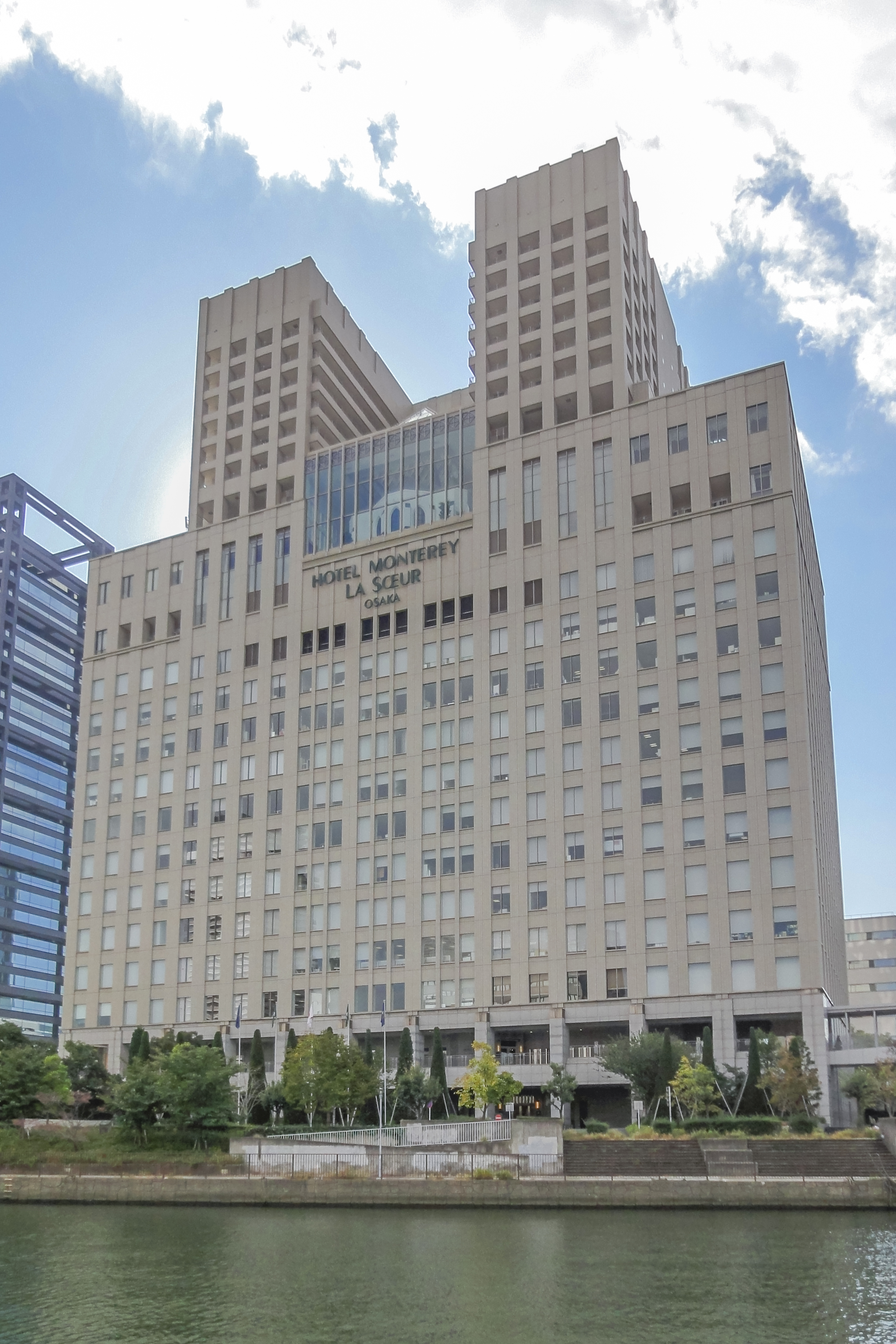
マルイトOBPビル

## その他

### 日本郵便
- 〒540-0001[3]（集配局：大阪東郵便局[5]）